# Parabixadus brunneoplagiatus
Parabixadus brunneoplagiatus là một loài bọ cánh cứng trong họ Cerambycidae.